# Uvitonsäure
Uvitonsäure ist eine organische Verbindung, die zu den Heterocyclen (genauer: Heteroaromaten) zählt. Sie besteht als Pyridinanalogon von Uvitinsäure aus einem Pyridinring, der zwei Carboxygruppen in 2- und 4-Position und eine Methylgruppe in 6-Position trägt.

## Darstellung und Vorkommen
Uvitonsäure kann durch die Reaktion von Brenztraubensäure mit Ammoniak dargestellt werden.
Die Verbindung konnte in Pseudomonas roseus nachgewiesen werden.